# Roman (Familienname)
Roman bzw. Román ist ein Familienname.

## Namensträger
- Adalberto Román (* 1987), paraguayischer Fußballspieler
- Agustín Román (1928–2012), Weihbischof im Erzbistum Miami
- Aída Román (* 1988), mexikanische Bogenschützin
- Albert Roman (* 1944), Schweizer Cellist
- Alexandru Roman (Journalist) (1826–1897), rumänischer Journalist, Publizist und Politiker
- Alexandru Roman (Tennisspieler) (1895–??), rumänischer Tennisspieler
- Alin Roman (* 1994), rumänischer Fußballspieler
- Ana Roman (* 1975), rumänische Biathletin
- André Bienvenu Roman (1795–1866), US-amerikanischer Politiker
- Ángel Román Idígoras (* 1968), spanischer Geistlicher, Bischof von Albacete
- Brian P. Roman, US-amerikanischer Astronom und Asteroidenentdecker
- Carlos Román, chilenischer Fußballspieler
- César Enrique Román González (* 1930), ecuadorianischer Diplomat
- Claire Roman (1906–1941), französische Pilotin
- Clément Roman (* 1938), belgischer Radrennfahrer
- Cornel Roman (* 1952), rumänischer Judoka
- Dan Roman (* 1985), rumänischer Fußballspieler
- Daniel Roman (* 1990), US-amerikanischer Boxer
- Eva Roman (* 1980), deutsche Schriftstellerin
- Federico Román (1875–1943), bolivianischer General
- Federico Roman (Reiter) (* 1952), italienischer Reiter
- Fernando Román (Fußballspieler, 1968) (* 1968), spanischer Fußballspieler
- Fernando Román (Fußballspieler, 1993) (* 1993), spanischer Fußballspieler
- Fernando Román (Fußballspieler, 1998) (* 1998), paraguayischer Fußballspieler
- Fernando Román (Fußballspieler, 2001) (* 2001), paraguayischer Fußballspieler

- Gabriel Gómez Román (* 1985), spanischer Fußballspieler, siehe Gabri (Fußballspieler, 1985)
- Geoffrey Roman (* 1982), namibischer Fußballspieler
- Gheorghe Roman (1948–2007), rumänischer Basketballspieler, Trainer und Sportfunktionär
- Gil Roman (* 1960), französischer Tänzer und Choreograph
- Gilberto Roman (1961–1990), mexikanischer Boxer
- Herschel Lewis Roman (1914–1989), US-amerikanischer Genetiker
- Horia Roman (1894–?), rumänischer Bobsportler
- Irineu Roman (* 1958), brasilianischer Geistlicher, Erzbischof von Santarém
- Iván Román (* 2006), chilenischer Fußballspieler
- Jacob Roman (1640–1716), niederländischer Architekt
- Jacques Roman (* 1948), französischer Schauspieler, Regisseur und Schriftsteller
- James Dixon Roman (1809–1867), US-amerikanischer Politiker
- Javier Gerardo Román Arias (* 1962), costa-ricanischer Geistlicher, Bischof von Limón
- Joan Román (* 1993), spanischer Fußballspieler
- Joe Roman (* 1942), US-amerikanischer American-Football-Trainer
- Johan Helmich Roman (1694–1758), schwedischer Komponist
- Joseph Roman (1927–2018), US-amerikanischer Schauspieler
- Joshua Roman (* 1983), US-amerikanischer Cellist und Komponist
- Juan de Dios Román Seco (1942–2020), spanischer Handballtrainer, Handballfunktionär
- Käthe Roman-Försterling (* 1871), deutsche Malerin, Grafikerin, Kunstgewerblerin und Dozentin
- Lawrence Roman (1921–2008), US-amerikanischer Bühnen- und Drehbuchautor
- Leo Román (* 2000), spanischer Fußballtorhüter
- Letitia Roman (* 1941), italienische Schauspielerin
- Lika Roman (* 1985), ukrainisches Model
- Lisa Roman (* 1989), kanadische Ruderin
- Ľubo Roman (1944–2022), slowakischer Schauspieler und Politiker
- Marcel Roman (Ruderer) (1900–1969), belgischer Ruderer
- Marcel Román (* 1988), uruguayischer Fußballspieler
- María Ruiz Román (* 1983), spanische Fußballspielerin
- Mariano Román (1922–1968), chilenischer Fußballspieler
- Marisa Román, spanische Filmproduzentin
- Martin Roman (1910–1996), US-amerikanischer Jazzmusiker und Komponist deutscher Herkunft
- Mauro Roman (* 1954), italienischer Reiter
- Max Wilhelm Roman (1849–1910), deutscher Maler
- Michael Roman (1956–2016), US-amerikanischer Plakatkünstler und Grafikdesigner
- Mihai Roman (Fußballspieler, 1984) (* 1984), rumänischer Fußballspieler
- Mihai Roman (Fußballspieler, 1992) (* 1992), rumänischer Fußballspieler
- Miloš Roman (* 1999), tschechoslowakischer Eishockeyspieler
- Nancy Roman (1925–2018), US-amerikanische Astronomin
- Pavel Roman (1943–1972), tschechoslowakischer Eiskunstläufer
- Petre Roman (* 1946), rumänischer Politiker
- Phil Roman (* 1930), US-amerikanischer Animator und Regisseur
- Philipp Joachim von Roman (1702–1786), Generalleutnant
- Philipp Ludwig Roman (1774–1814), deutscher Kirchenrechtslehrer
- Rafet el Roman (* 1968), türkischer Künstler der türkischen Popmusik
- Rodrigo Roman, chilenischer Biathlet
- Rudolf von Roman (Landrat), deutscher Landrat
- Rudolf von Roman (General) (1893–1970), deutscher General der Artillerie
- Rudolph von Roman (1836–1917), deutscher Regierungspräsident von Oberfranken
- Russel Roman (* 1975), palauischer Leichtathlet
- Ruth Roman (1922–1999), US-amerikanische Schauspielerin
- Santiago Álvarez Román (1919–1998), kubanischer Regisseur
- Serge Roman (* 1950), rumänischer Kameramann und Regisseur
- Sonja Roman (* 1979), slowenische Leichtathletin
- Sophie Román Haug (* 1999), norwegische Fußballspielerin
- Stanley Roman (* 1941), Bischof von Quilon
- Stella Roman (1904–1992), rumänische Sopranistin
- Steven Roman, US-amerikanischer Mathematiker
- Susan Roman (* 1957), kanadische Synchronsprecherin und Filmschauspielerin
- Víctor Manuel Román y Reyes (1872–1950), nicaraguanischer Politiker, Präsident von Nicaragua (1947–1950)
- Witold Roman (* 1967), polnischer Volleyballspieler

## Künstlername
- Professor St. Roman (1829–1918), österreichischer Zauberkünstler